# Тициан из Брешии
Тициа́н (итал. Tiziano; V век) — святой епископ Брешии. Дни памяти — 3 марта, 20 апреля.

## Биография
Святой Тициан, пятнадцатый епископ Брешии, был родом из Германии. Он предпринимал большие усилия по евангелизации населения.
Святой Тициан был похоронен в храме Святых Косьмы и Дамиана, разрушенном в мае 1302 года епископом Бернардом, чтобы построить Палаццо Бролетто (Palazzo Broletto) на соборной площади. Храм Святых Косьмы и Дамиана был восстановлен в западной части города, в местности, известной как Кампи Басси. Туда и были перенесены мощи святого Тициана епископом Паоло Зане (Paolo Zane) в 1505 году. Они были помещены в мраморный саркофаг, построенный на верху алтаря левой часовни. С 1962 года его поминают на литургии 20 апреля вместе с иными святыми Брешии.